# 프랭크 그림즈
프랭크 그림즈(Frank Grimes, 1947년 1월 1일 ~ )는 아일랜드의 배우, 텔레비전 배우이다.
더블린에서 태어났다.

## 영화
- 웬 더 스카이 폴스 (2000년)
- 작은 영웅들 (1994년)
- 차타레 부인의 사랑 (1992년)
- 8월의 고래 (1987년)
- 캐주얼티 (1986년)
- 더 빌 (1984년)
- 영국 병원 (1982년)
- 머나먼 다리 (1977년) - Maj. 풀러 역
- 코로네이션 스트리트 (1960년)